# Koningswever
De koningswever (Ploceus aurantius) is een zangvogel uit de familie Ploceidae (wevers en verwanten).

## Verspreiding en leefgebied
Deze soort telt 2 ondersoorten:
- P. a. aurantius: van Sierra Leone tot Angola.
- P. a. rex: Oeganda, westelijk Kenia en noordwestelijk Tanzania.